# John Heysham Gibbon
Pour les articles homonymes, voir Gibbon (homonymie).
Jean Heysham Gibbon Jr, né le 29 septembre 1903 à Philadelphie et mort le 5 février 1973 dans la même ville, est un chirurgien américain connu pour l'invention d'un dispositif permettant la circulation extra-corporelle et pour des opérations à cœur ouvert qui ont révolutionné la chirurgie cardiaque du XXe siècle.

## Enfance et éducation
Gibbon naît et grandit à Philadelphie, en Pennsylvanie. Descendant d'un émigré anglais venu du comté de Wiltshire en 1684, son père est chirurgien au Pennsylvania Hospital et à l'Hôpital du Jefferson Medical College. John est le deuxième d'une fratrie de quatre et étudie à la Penn Charter School à Philadelphie. Il entre à l'Université de Princeton à 16 ans où il obtient son baccalauréat en 1923, puis à l'école de médecine du Jefferson Medical College de Philadelphie où il reçoit son diplôme de médecine en 1927. Il effectue son stage au Pennsylvania Hospital de 1927 à 1929.

## Recherche et conception du dispositif
Il bénéficie d'une bourse de recherche en chirurgie à l'école de médecine de Harvard et effectue ses travaux sous l'égide de Edward Delos Churchill de 1930 à 1931 et de 1933 à 1934 ; de 1931 à 1942, il est chirurgien assistant au Pennsylvannia Hospital et au Bryn Mawr Hospital. Au cours de ses recherches à l'Université d'Harvard en 1931, il commence à développer l'idée d'une machine cœur-poumon (en anglais, heart-lung machine). Un patient malade avait développé un grave embolie pulmonaire à la suite d'une cholécystectomie. L'équipe dirigée par le Dr Churchill pratique une embolectomie pulmonaire mais le patient meurt. Gibbon pense qu'une machine qui aurait recueilli le sang du patient pour l'oxygéner avant de le renvoyer vers le système artériel aurait pu le sauver. Il commence par expérimenter un dispositif sur des chats à Harvard puis à l'université de Pennsylvanie, réussit à maintenir la fonction cardiorespiratoire des chats pendant près de quatre heures et publie ses résultats en 1937. Pendant la seconde Guerre Mondiale, il sert comme chirurgien en Birmanie, Chine, et Inde, est nommé lieutenant-colonel et devient chef du service de chirurgie au Mayo General Hospital à Castlebar, en Irlande. Il poursuit ses recherches à son retour, et le 6 mai 1953, il effectue avec succès la première intervention à cœur ouvert (une fermeture de la communication inter-auriculaire) sur un patient de 18 ans, à l'aide de la circulation extra-corporelle. Le patient vivra de 30 ans de plus. Son invention lui vaut le prix Albert-Lasker en 1968 et le prix Gairdner en 1960, les deuxième et troisième plus prestigieuses récompenses en médecine.

## Carrière
Après la guerre, il est nommé professeur assistant à l'Université de Pennsylvanie en 1945, avant de devenir professeur en chirurgie et directeur de recherche en chirurgie au Jefferson Medical College. En 1956, il est nommé professeur en chirurgie et chef du service de chirurgie à l'hôpital de l'Université Thomas Jefferson. Il prend sa retraite en 1967 et meurt en 1973. Ses écrits sont conservés à la Bibliothèque Nationale de médecine, à Bethesda, dans le Maryland.

## Vie personnelle
Il épouse Mary Hopkinson, fille du peintre Charles Hopkinson, qui participe à la mise au point de l'invention. Ils ont eu quatre enfants.

## Fonctions
- Président de l American Surgical Association, 1954 ;
- Président de l'American Association of Thoracic Surgeons, 1960-61;
- Président de la Society for Vascular Surgery, 1964-65 ;
- Membre de la National Academy of Sciences, (élu en 1972)
- Président de la publication Annals of Surgery, 1947-57 ;